# Cicurina davisi
Cicurina davisi là một loài nhện trong họ Dictynidae.
Loài này thuộc chi Cicurina. Cicurina davisi được H. Exline miêu tả năm 1936.